# Bešeňov
Bešeňov (Hongaars:Zsitvabesenyő) is een Slowaakse gemeente in de regio Nitra, en maakt deel uit van het district Nové Zámky.
Bešeňov telt 1721 inwoners.